# 흑단상어
흑단상어(Carcharhinus limbatus)는 흉상어목 흉상어과에 속하는 물고기이다. 몸길이는 보통 1.5m이고 최대 크기로 성장하면 2.8m로 상어에서는 중형인 어종에 속한다.

## 특징과 먹이
흑단상어는 길고 뾰족한 입과 상대적으로 작은 눈을 가진 견고한 유선형의 몸체를 가지고 있으며 영어권에서는 블랙팁 샤크(Blacktip Shark)라는 이름으로도 불린다. 다섯 쌍의 아가미는 비슷한 다른 상어들과 더 길며 턱에는 15개의 날카로운 이빨을 가지고 있고 위턱에는 대칭 이빨이 2개가 있으며 아래턱에는 대칭 이빨이 1개가 있다. 이빨은 높고 좁으며 날카로운 톱니 모양으로 가장자리가 넓은 기반이다. 등지느러미는 2개이며 제1등지느러미는 키가 크고 짧은 후면의 팁이 있는 가판의 모양이다. 제2등지느러미는 꼬리지느러미와 가까이 붙어 있고 작으며 제1지느러미와 제2지르러미의 사이에는 능선이 없다. 큰 가슴지느러미는 위조되어 뾰족하다. 측선이 되는 옆줄은 눈에 잘 띄는 흰색의 줄무늬를 가지고 있으며 옆줄을 기점으로 몸의 등쪽은 회색과 갈색이 어우러져 있고 배쪽은 흰색을 띈다. 가슴지느러미, 제2등지느러미, 꼬리지느러미의 하부의 후면은 검은색의 팁을 가지고 있으며 제1등지느러미와 꼬리지느러미의 상부에 후면은 검은색의 가장자리가 있다. 일부의 큰 개체는 표시가 되지 않은 숨은 지느러미를 가지고 있다. 먹이로는 멸치, 청어, 정어리, 꽁치, 고등어, 숭어와 같은 어류들을 주로 먹으며 가끔씩은 오징어나 문어와 같은 두족류랑 갑각류를 섭이하는 육식성물고기에 속한다. 사람을 해칠 수가 있는 상어이지만 같은 흉상어과의 어류인 황소상어에 비해선 사람을 해치는 빈도가 적으며 흑단상어는 소심한 성격을 가져 대체적으로 사람을 피하지만 잠수부들과는 잘 어울려서 헤엄을 치는 어종이기도 하다.

## 서식지와 산란기

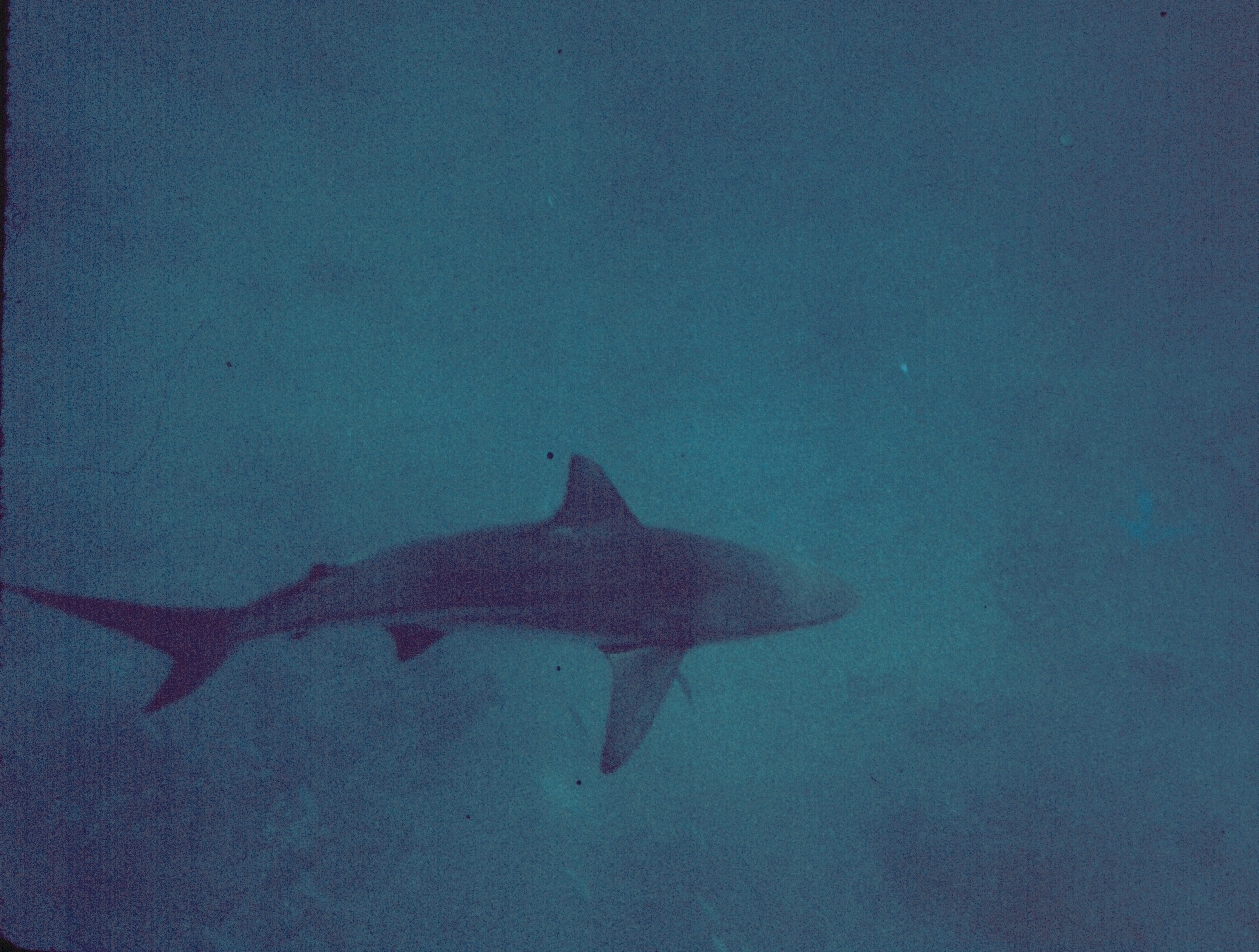

흑단상어의 주요한 서식지는 서부 태평양, 인도양, 대서양이며 멕시코만과 카리브해를 포함해 브라질, 지중해, 카나리아 제도, 남아프리카 공화국, 마다가스카르, 동남아시아, 중국 남부, 필리핀, 인도네시아, 오스트레일리아 북부, 일본의 규슈 남부까지 광범위하게 분포한다. 수심 60~80m의 대륙붕으로 이뤄진 연안에서 주로 서식하는 표해수대의 어류이다. 흑단상어의 산란기는 3월~6월의 봄과 여름으로 산란기가 되면 수컷은 암컷을 두고 싸우기도 한다. 수컷의 산란을 받은 암컷은 10~12개월의 임신기간을 가지며 이는 1년에 해당이 되고 이듬해에 1~6마리의 유어를 낳는 난태생의 어류이다. 수컷은 생후 4년~5년이 되면 성적으로 성숙하게 되며 암컷은 생후 7~8년이 되면 성적으로 성숙하게 된다. 수명은 보통 12년~15년이 되는 어종이다.

## 같이 보기
- 흉상어목
- 흉상어과